# Jaap Haring

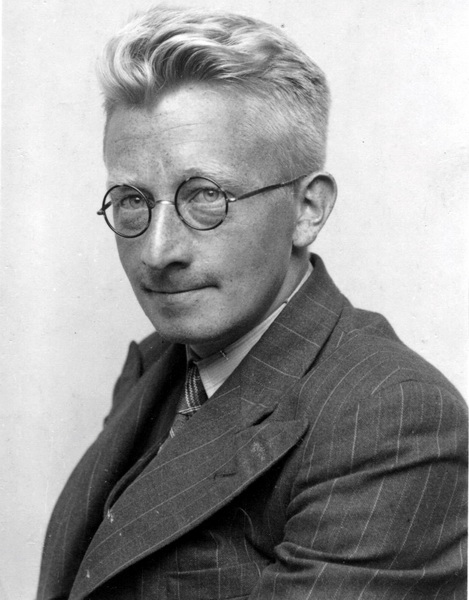
Jac Haring (1941)

Jacobus Haring (Hoorn 30 maart 1913 - 's-Gravenhage 25 februari 1989) (Jaap) was een Nederlandse onderwijzer, waterloopkundige en schaker.

## Loopbaan
Na zijn opleiding aan de kweekschool werd hij aanvankelijk onderwijzer, maar werkte sinds 1943 bij Rijkswaterstaat, de laatste jaren als technisch hoofdambtenaar bij de Waterloopkundige Afdeling van de Deltadienst in Den Haag. Hier schreef hij onder meer: Hydrometrisch onderzoek van de Waterloopkundige Afdeling der Deltadienst (1965) en Historische ontwikkeling van het vloed- en ebvolume en van het profiel van de getijwateren en rivieren in het noordelijk bekken gedurende de periode 1879-1966 en een prognose voor de toestand na de afsluiting van het Haringvliet (1970). Hij heeft hij veel rapporten geschreven over de verandering van het volume van de Nederlandse getijwateren (de komberging), een belangrijke parameter voor het goed kunnen uitvoeren van getijberekeningen. Daarnaast zijn er een groot aantal studies van zijn hand met informatie over het chloridegehalte (zoutgehalte, saliniteit) van de benedenrivieren; deze dienden als basis om maatregelen te kunnen nemen om de verzilting tegen te gaan.

## Schaker
In de periode 1965-1975 was hij internationaal schaakmeester voor probleemcomposities en was hij secretaris van de Nederlandse Bond van probleemvrienden.
Daarnaast heeft hij een aantal artikelen voor het dagblad "De Waarheid" geschreven over schaken, onder andere de jury-rapporten over het jaarlijkse Probleem Toernooi. Hij heeft dit tot 1975 gedaan, waarna hij zich om medische redenen moest terugtrekken.
In 1990 werd hem postuum door de PCCC (Permanent Commission for Chess Composition) van de FIDE de titel Grootmeester in schaakproblemen verleend.

## Publicaties van Haring

### Publicaties in het tijdschriftOTAR
- 06-1965 blz 253 Hydrometrisch onderzoek van de Waterloopkundige Afdeling der Deltadienst; J. Haring 12 blz.
- 07-1965 blz 6 Theoretisch en experimenteel onderzoek van de waterloopkundige afd. van de Deltadienst; J. Haring en A. P. Vos; 11 blz.
- 05-1967 blz 302 Het afzinken van de Beneluxtunnel; H. Engel, J. Haring en A. van Ieperen; 17 blz

### Rapporten bij Rijkswaterstaat
Voor een lijst van zijn publicaties op het gebied van de waterbouwkunde bij de Rijkswaterstaat, zie Lijst van publicaties van Jac. Haring Digitaal Trésor der Hollandsche Waterbouw en de rapportenbank van Rijkswaterstaat J. Haring en Jac. Haring (er is een lijst van J. Haring en van Jac. Haring, voor alle publicaties moeten beide lijsten samengevoegd worden).

### Schaakpublicaties
- Schaak..., maar raak! probleemgerechten, speciaal voor de partijspeler (1969, Van Goor Den Haag) 144pp
- 300 schaakproblemen (1984, Het Spectrum Utrecht) 140 pp ISBN 90-274-5785-9

Verder heeft de Koninklijke Bibliotheek een collectie brieven van hem aan de schaker Meindert Niemeijer.